# 도정호 : 가족의 재발견
《도정호 : 가족의 재발견》(중국어: 都挺好, 병음: Dōu Tǐng Hǎo 더우팅하오[*], All is Well 올 이즈 웰[*])은 2019년 방송되었던 중국의 드라마이다.

## 소개
- 어머니의 죽음으로 평온한 삶이 깨진 가족들의 갈등과 화해를 그린 드라마

## 등장 인물
- 예대홍 - 쑤다창 역
- 가오신 - 쑤밍저 역
- 곽경비 - 쑤밍청 역
- 야오천 - 쑤밍위 역
- 천진 (陈瑾) - 자오메이란 역
- 고로 (高露) - 우페이 역
- 리념 (李念) - 주리 역
- 양우녕 - 스톈둥 역
- 장신광 (Morni Chang) - 멍즈위안 역
- 왕둥 (王东) - 류칭 역
- 펑위창 (彭昱畅) - 샤오멍 역